# Glenea subadelpha
Glenea subadelpha är en skalbaggsart som beskrevs av Stefan von Breuning 1950. Glenea subadelpha ingår i släktet Glenea och familjen långhorningar. Inga underarter finns listade i Catalogue of Life.